# Казначеєв Олександр Іванович
Олександр Іванович Казначеєв (7 листопада 1788 — 20 червня 1880) — російський сенатор, дійсний таємний радник, в 1829-37 рр. глава Таврійської губернії.

## Біографія
З дворянського роду. Син рязанського поміщика Івана Васильовича Казначеєва від шлюбу з Авдотьєю Олександрівною Шишковою. Закінчив Рязанську гімназію. З 1807 року служив в канцелярії попечителя Санкт-Петербурзького навчального округу М. Н. Новосильцева. Учасник Вітчизняної війни 1812, проходив службу в петербурзькому ополченні, був ординарцем М. І. Кутузова, брав участь в битвах при Бородіно, при Тарутино і при Лейпцигу. З 24 жовтня 1818 — полковник.
З 1823 — правитель канцелярії новоросійського і бессарабського намісника графа M. С. Воронцова, з перейменуванням з полковників у статського радника. З 1 січня 1827 — градоначальник Феодосії, з 17 квітня 1829 року — таврійський губернатор. Зробив значний внесок у благоустрій Сімферополя, уважно ставився до потреб місцевих жителів, енергійно діяв під час бунту в Севастополі, викликаного епідемією чуми, і в період дворічного неврожаю і холери в губернії.
З 1834 — таємний радник, з 1837 — у відставці. З 1845 — таврійський губернський предводитель дворянства. З 1848 по 1854 — градоначальник Одеси, с 2 лютого 1854 — сенатор. З 29 листопада 1856 був членом комісії, яка спостерігала за будівництвом храму Христа Спасителя в Москві. У 1860—1863 був керуючим збереженою і ощадною касою при Московському виховному будинку.
Помер у глибокій старості на 91 році життя в Москві. Був похований поруч з дружиною на кладовищі в Новодівичому монастирі, їх могили були знищені в 1930-ті роки.
На посту феодосійського градоначальника і таврійського губернатора Казначеєв всіляко допомагав юному феодосійцю Івану Айвазовському. Звернувши увагу на його видатні здібності, сприяв його навчання в Сімферопольській гімназії, вступу до Імператорської Академії мистецтв. Протягом усього життя Айвазовський незмінно підтримував дружні стосунки з Казначеєвим, був вдячний йому за допомогу. Так, художник написав кілька портретів Казначеєва. За проектом Айвазовського і на його особисті кошти в честь Казначеєва був зведений місцевий фонтан.